# Halle (Westfalia)
Halle (denominado también Halle en Westfalia para ser distinguido de Halle (Sajonia-Anhalt)) es una ciudad dentro del distrito de Gütersloh en Renania del Norte-Westfalia (Alemania). La ciudad es conocida por el torneo de tenis Gerry Weber Open celebrado sobre hierba anualmente en junio, unas semanas antes del torneo de Wimbledon.

## Geografía
La ciudad de Halle limita al noroeste con la ciudad de Borgholzhausen, al noreste con Werther (Westfalia), al sudoeste con la comunidad Steinhagen y al sudeste con la ciudad de Harsewinkel además de Versmold. Tiene como ciudad más grandes en sus cercanías a 30 km al suroreste Osnabrück y 10 km noroeste con Bielefeld.

## Literatura
- Uwe Heckert: Halle in Westfalen. Rundgang durch die historische Altstadt. Halle (Westfalen) 1998
- Walter Hempelmann: Evang.-Luth. St. Johanniskirche Halle/Westfalen (Schnell, Kunstführer 2233). Regensburg 1996
- Die Bau- und Kunstdenkmäler des Kreises Halle / im Auftr. des Provinzial-Verbandes der Provinz Westfalen bearb. von A. Ludorff 1909

## Personajes de la Ciudad
- 1803: Ferdinand Wilhelm Brune, Arquitecto del Clasicismo
- 1963: Monica Theodorescu, Amazona
- 1975: Jörg Ludewig, Ciclista
- 1997: Ilia Topuria, Peleador de artes marciales mixtas